# أوتو كيرشهايمر
أوتو كيرشهايمر (11 نوفمبر 1905، هايلبرون - 22 نوفمبر 1965، واشنطن العاصمة) كان فقيهًا ألمانيًا من أصول يهودية وعالمًا سياسيًا في مدرسة فرانكفورت، وقد غطى عمله أساسًا الدولة ودستورها.
عمل كيرشهايمر كمحلل أبحاث في مكتب الخدمات الاستراتيجية (OSS)، رائد وكالة المخابرات المركزية، بدءًا من الحرب العالمية الثانية واستمر حتى عام 1952.